# Людвиг Вильгельм (маркграф Баден-Бадена)
Людвиг Вильгельм Баден-Баденский (Людвиг Баденский, нем. Ludwig Wilhelm von Baden-Baden), прозвище Турецкий Людовик или Турецкий Луи (нем. Türkenlouis; 8 апреля 1655, Париж — 4 января 1707, Раштатт) — маркграф Баден-Бадена с 22 мая 1677 года, полководец, фельдмаршал (22 ноября 1696), рейхсгенерал-фельдмаршал (генералиссимус) (с 11 марта 1703), успешно воевал с Османской империей. При нём был построен дворец Раштатт.

## Биография
Сын принца Фердинанда Максимиллиана Баден-Баденского и принцессы Луизы Кристины Савойской-Кариньянской. Родился в Париже. Получил хорошее воспитание. В 1668 году отец умер, оставив сына на попечении деда — маркграфа Баден-Бадена Вильгельма I.

### В Голландской войне
В 1674 году Людвиг Вильгельм поступил в имперскую армию и в 1674—1676 годах сражался против французов под начальством Монтекукули. В 1676 году, отличился при осаде Филиппсбурга, и получил звание полковника и полк в командование.
В 1677 году умер Вильгельм I и Людвиг наследовал маркграфство Баден-Баден и вступил в его владение, что однако не помешало ему в том же году участвовать в обороне Фрейбурга, осажденного французами. В кампанию 1678 года он был ранен в сражении при Штауффене, в Брейсгау, в котором также отличился. 18 мая 1679 получил чин генерал-фельдвахтмейстра (со второй половины XVIII века этот чин заменен чином генерал-майора).
После заключения Нимвегенского мира он проживал в своем маркграфстве и 1 февраля 1682 года был пожалован императором в фельдмаршал-лейтенанты.

### В Великой турецкой войне
В 1683 году командовал частью имперских войск в осажденной турками Вене. Сделав вылазку, в которой он проявил отменную храбрость, пробившись навстречу войскам Яна Собеского, спешившего на помощь. После чего участвовал в битве по освобождении города и в деле под Барканом (10 октября 1683). 22 ноября 1683 пожалован чином генерала-кавалерии. В последнем сражении, подоспев с кавалерией на помощь сильно теснимым полякам он содействовал общему успеху. Также он решил исход сражения под Граном в 1684 году, в котором он командовал правым крылом.
В 1685 году Людвиг Вильгельм впервые командуя значительным отдельным соединением против турок одержал ряд побед.
13 декабря 1686 получил чин фельдмаршала.
В 1687 году участвовал в сражении при Мохаче.
В 1688 году завоевал Славонию и Боснию.
В 1689 году получив командование над имперской армией, несмотря на неудовлетворительное продовольственное снабжение и недостаток перевозочных средств, вторгся в Сербию. Одержал 30 августа и 24 сентября победы над сераскиром Араб-Реджиб-пашой в сражениях при Патачине и под Ниссой, взял Видин и Малую Валахию. Но из-за отсутствия подкреплений в виде людей и припасов со стороны гофкригсрата привело к итоговому поражению кампании. С 12 000 человек Людвиг Вильгельм не мог противостоять туркам, объединившимися с венгерскими и трансильванскими мятежниками, и все приобретения были потеряны в 1690 году.
Грозная опасность побудили наконец императора и военный совет прислать подкрепления. С 27 августа 1691 назначен генерал-лейтенантом (исключительное звание соответствующее званию генералиссимуса — военачальника, по рангу идущего сразу за императором (формальным главнокомандующим всех войск Империи) и независимого от Придворного военного совета (Гофкригсрата)). Имел под своим командованием уже 66 000 хорошо вооруженных войск. Перейдя в наступление он нанес туркам поражение при Сланкамене, благодаря которому Венгрия и Славония остались навсегда в составе австрийской империи.
В кампанию 1692 года обе армии уже были обескровлены, поэтому никаких значительных событий уже не происходило, а предпринимались попытки к заключению мира. В ходе этой войны, из-за его красного военного камзола, в котором он был заметен на полях сражений, турки называли его «красный король».
С 2 апреля 1693 года, он стоял во главе имперской армии в должности начальника швабского округа (Kreis-Oberst), действовавшей на правом берегу Рейна против французов, почти не выходя из оборонительного положения. За все 5 кампаний этой войне не было дано ни одной битвы и даже не состоялось ни одного важного сражения. Вторжение немцев в Альзацию и французов в Пфальц не имели никаких последствий и всегда заканчивались быстрым отступлением за Рейн. Людвиг Вильгельм оставался на этой должности до 1697 года и заключения Рисвикского мира.
С 1697 года Людвиг Вильгельм жил в своем маркграфстве, и после смерти Собеского безуспешно выдвигал себя на польский престол, доставшийся в итоге, курфюрсту Саксонии Августу Сильному.

### В войне за испанское наследство
С началом войны за испанское наследство он снова встал во главе имперской армии и вместе с ней взял в 1702 году Ландау. Когда курфюрст Баварии перешел на сторону французов, Людвиг Вильгельм отступил за Рейн. Французы под командованием Виллара последовали за ним на правый берег и 14 октября 1702 года произошло сражение при Фридлингене, которое хотя и не имело решительных последствий, но вынудило германскую армию в полном порядке и с незначительными потерями отступить к Штауффену. Вслед за этим Виллар, не сумев соединиться с баварской армией был вынужден вернуться на левый берег и обе армии встали на зимние квартиры.
В феврале 1703 года Виллар снова переправился через Рейн и осадил Кель. Людвиг Вильгельм был гораздо слабее своего противника, однако ему удалось устоять на знаменитых Штольгофенских укреплениях и отразить многочисленные нападения. В оставшуюся часть кампании значительных событий не происходило.

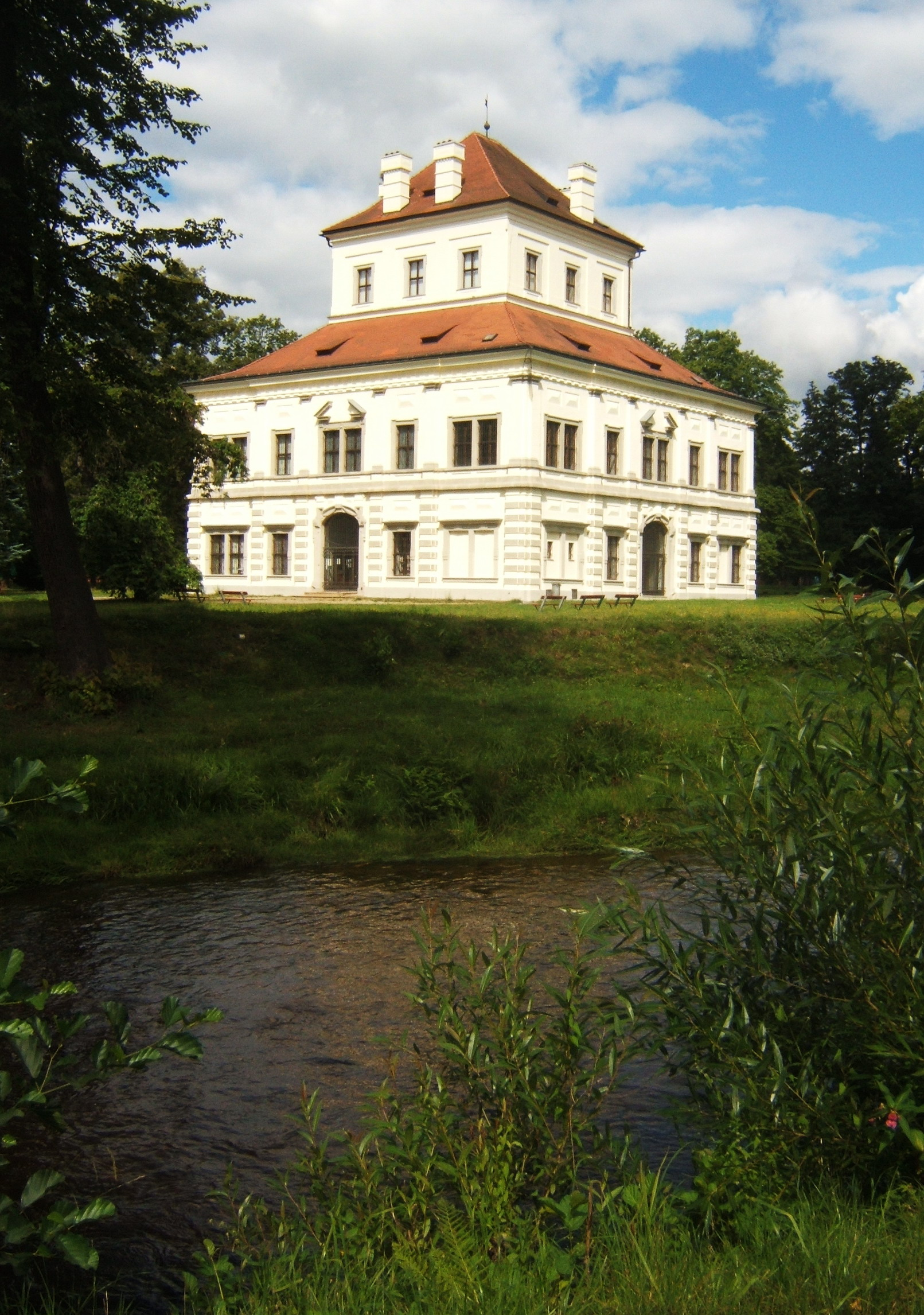
Вилла в Шлакенверте (Богемия)

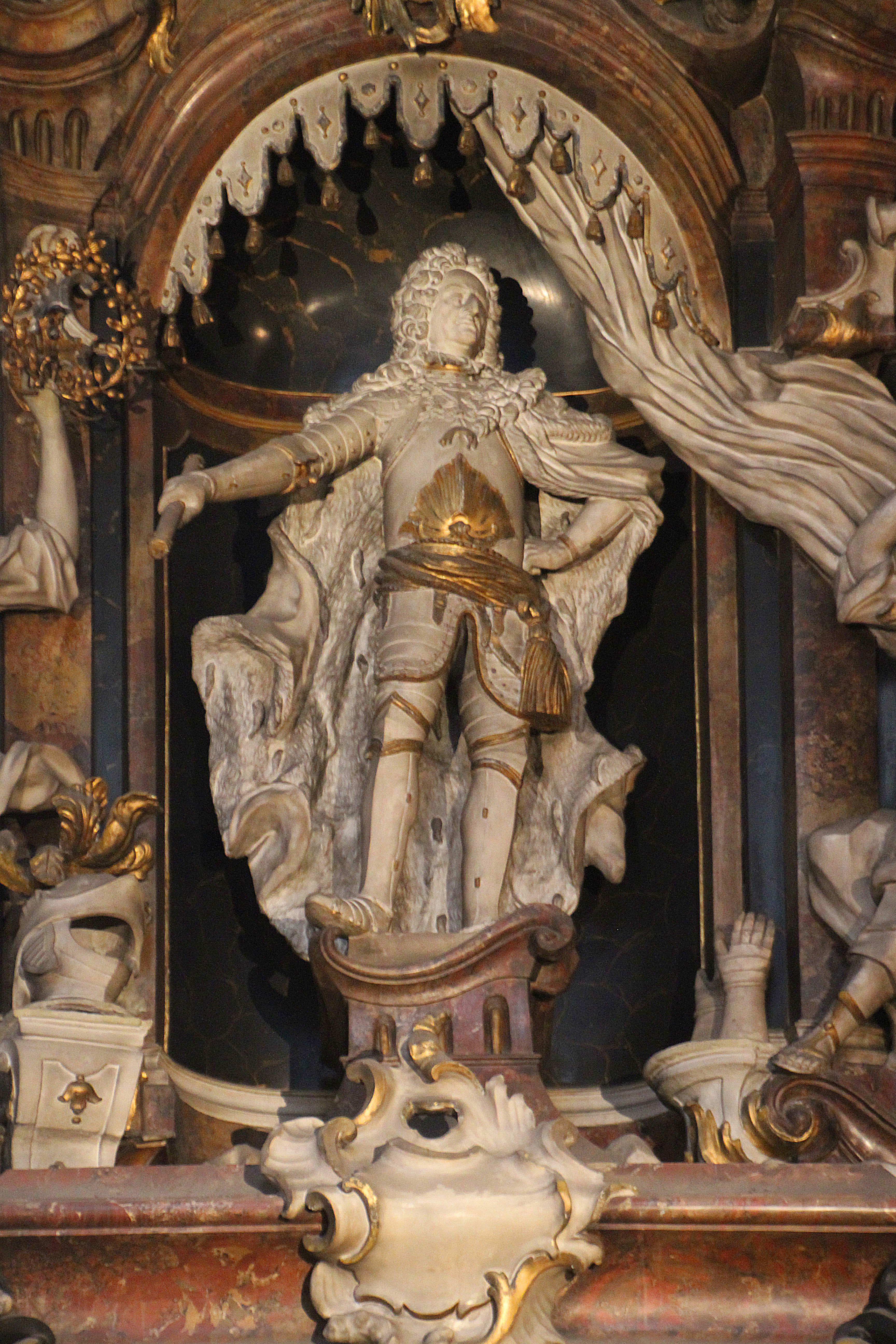
Надгробие Людвига Вильгельма в Баден-Бадене

В июне 1704 года недалеко от Ульма к армии Людвига Вильгельма присоединились армии принца Евгения Савойского и герцога Мальборо. Верховное командование было попеременно поделено между маркграфом и герцогом, что не могло не вызвать трений между двумя полководцами. В сражении на Шелленберге, 2 июля, командовал Мальборо, но Людвиг Вильгельм деятельно помогал ему и был ранен. Разбитые баварцы понесли большие потери. Несогласия между полководцами привели к тому, что Мальборо и Евгений Савойский старались устрашить маркграфа, обвиняя его в бездействии и нерасторопности. Ему было поручено осадить Ингольштадт. Сами же английский и австрийский полководцы разбили французов и баварцев в знаменитом сражении при Гохштедте (при Бленхейме). После этого Людвиг Вильгельм снял осаду, оставив только небольшую часть войск перед Ингольштадтом и присоединился к союзникам. Под командованием императора Иосифа он руководил осадой крепости Ландау, которая сдалась 24 ноября.
С началом кампании 1705 года несогласия между Людвигом и Мальборо ещё больше усилились. Последний открыто жаловался на маркграфа императору, обвиняя его в бездействии и неисполнении обещаний и увел свою армию в Нидерланды. Людвиг Вильгельм, изнуренный болезнями и ранами счел себя обиженным, убыл из армии и хотел сложить с себя полностью обязанности главнокомандующего, но по настоятельным просьба снова их принял и в сентябре перешел через Рейн, вытеснив французов из укреплений на Моттере и под Лаутербургом. Его армия расположилась на зимние квартиры по обоим берегам Рейна.
В кампанию 1706 года он целое лето держался против французов на Штольгофенских укреплениях. За бездействие, которое Людвиг Вильгельм проявлял в походах против французов его всемерно порицали и даже несправедливо обвиняли в злых умыслах. По врожденной своей осторожности, Людвиг Вильгельм был полной противоположностью своего оппонента, предприимчивого герцога Мальборо, так что и невозможно было ожидать от них согласия. Неприятности, которые Людвиг Вильгельм был вынужден переносить ускорили его смерть, которая состоялась в его замке в Раштатте.
Людвиг Вильгельм был одним из знаменитейших генералов своего времени. Он отличался личной храбростью, соблюдал строгую дисциплину и за её нарушение карал строго, вплоть до казни. Выдающиеся военные дарования и обширные познания выдвинули его в ряды видных полководцев. Он в совершенстве знал французский, английский, голландский, итальянский и латинский языки. Он был также известен как знаток фортификационного дела, так и авторитет в деле крепостной войны. Из литературных работ маркграфа известны его военные и политические письма о войне за испанское наследство, а также его инструкция войскам «Поведение во время, до и после боя».

## Семья
Людвиг Вильгельм и принц Евгений Савойский были двоюродными братьями. Их общим дедом, у первого по материнской, а у второго по отцовской линиями был Томас Савойский-Кариньянский.
Людвиг Вильгельм был женат на Франциске Сибилле Августе (1675—1733), дочери герцога Юлия Франца Саксен-Лауэнбургского. Выжившие дети:
- Людвиг Георг Зимперт (1702—1761), маркграф Баден-Бадена
- Августа (1704—1726), жена герцога Орлеанского Людовика, мать Луи-Филиппа Орлеанского
- Август Георг Зимперт (1706—1771), маркграф Баден-Бадена